# الكسندر غافريلوف
الكسندر غافريلوف (بالروسية: Александр Евгеньевич Гаврилов)‏ هو متزلج فني روسي، ولد في 5 ديسمبر 1943 في نوفوسيبيرسك في روسيا.

## وصلات خارجية
- الكسندر غافريلوف على موقع أوليمبيديا (الإنجليزية)